# Slaget vid Farsalos
Slaget vid Farsalos, 9 augusti 48 f.Kr. var ett av de avgörande fältslagen under Julius Caesars inbördeskrig gentemot Gnaeus Pompejus Magnus och dennes anhängare.

## Förspel
Caesar korsade Rubicon 49 f.Kr., och i och med denna handling utlöste han inbördeskrig inom den Romerska republiken. Pompejus och de flesta senatorer som stödde honom retirerade till Brundisium. När Caesar påbörjade en belägring av staden flydde de österut mot Macedonia med hjälp av de många handelsfartyg de hade konfiskerat i området . Efter vissa upprensningsaktioner i Hispania vände Caesar sina blickar mot de östra provinserna där Pompejus och hans anhängare lyckats samla ihop en betydande styrka.
Efter ett misslyckats försök av Caesar att besegra Pompejus vid Dyrrhachion tvingades Caesar att dra sig tillbaka, utan att Pompejus förföljde honom, mot staden Gomfoi. Staden vägrade kapitulera och stormades och plundrades grundligt innan armén drog vidare.
Pompejus anhängare var segervissa och ansåg att man nu hade Caesar i sitt grepp, de debatterade redan om vem som skulle få överta hans titel som pontifex maximus, och förespråkade att få till ett avgörande fältslag. I början av augusti gick man in i Thessalien (område i nutidens östra Grekland) och sökte upp fienden.

## Slaget
Efter flera dagars dödläge så var Caesars armé på väg att bryta upp från sitt läger eftersom han ej ville anfalla Pompejus trupper som var placerade på en höjd. Men då dessa började rycka fram ned från höjden ansåg Caesar att det var dags att bjuda upp till kamp. Två av den tidens skickligaste fältherrar skulle nu mötas på slätten utanför staden Farsalos. 
Pompejus grupperade sina styrkor med den närliggande floden som stöd till sin högerflank. Pompejus slaglinje bestod av 110 kohorter med totalt cirka 45 000 legionärer . Högerflygeln stod under befäl av Afranius, Metellus Scipio kommenderade centern och Domitius Ahenobarbus vänsterflygeln. På Pompejus vänsterflank kommenderade Titus Labienus cirka 6 400 ryttare. Utöver det fanns tusentals lätt beväpnade understödstrupper. Pompejus plan var enkel; hans tunga infanteri skulle uppehålla Caesars trupper medan kavalleriet skulle anfalla flanken och ryggen.
Caesar ställde upp med 80 kohorter; dessa var bemannade med färre soldater än Pompejus kohorter och bestod av cirka 22 000 man, dock med många veteraner från Gallerkrigen. Tionde legionen, Legio X, ställdes upp på högerflanken. Nionde legionen, med stöd av åttonde, ställde upp på vänsterflanken. Marcus Antonius hade befäl över vänsterflygeln, Gnaeus Domitius Calvinus över centern och Publius Sulla över högerflygeln. Caesar själv placerade sig tillsammans med Legio X på högerflygeln. Han hade endast 1 000 ryttare till understöd. Samtliga ställdes upp bredvid tionde legionen, mittemot Pompejus överväldigande stora kavalleristyrka. Pompejus plan var uppenbar då ett så stort antal ryttare ej kunde avse att endast skydda flygeln. Till svar på detta ställde Caesar upp en fjärde linje (traditionellt ställde romerska fältherrar upp sina trupper i tre linjer) som skydd mot detta. Då dessa skymdes av sitt eget rytteri och dammoln upprivna under truppförflyttningarna så såg ej fiendestyrkorna detta motdrag .
Efter en tids obeslutsamhet ryckte Caesars infanteri fram. När de närmade sig fienden kastade de sina kastspjut (pila) och rusade därefter mot Pompejus stillastående linjer (vanligtvis rusade de båda linjerna mot varandra). Caesar skall ha ansett att detta var ett misstag av Pompejus, då hans soldater ej fick känna stridslusten växa fram på samma sätt som vid ett anfall. Pompejus slaglinje höll dock, mycket tack vare sina djupa formationer. 
Pompejus kavalleri under Labienus var oerfaret och bestod av en brokig skara ihopsamlat från många olika folkslag. De var dock numerärt överlägsna och detta gjorde dem segervissa. De ryckte fram under ordnade former på Caesars högerflygel och drev tillbaka hans kavalleri. Efter denna inledande framgång urartade kavalleriattacken och dess formationer upplöstes i en stor oordnad massa. Då satte Caesar in sin fjärde slaglinje, som använde sina kastspjut för att driva tillbaka den röriga rytteristyrkan. Detta ledde till en oordnad flykt av Pompejus kavalleri som skenade mot de bakre linjerna. De hade ingen inblandning i resten av slaget. 
Den fjärde linjen girade efter sitt lyckade utfall mot kavalleriet och angrep Pompejus vänsterflank. Caesar befallde nu sina reserver i tredje linjen att ge sig in i striden. Pompejus trupper, som redan var under hård press, gav nu vika och deras linje kollapsade och soldaterna flydde. 
Caesar skall ha beordrat sina legionärer att skona romerska medborgare bland de slagna fienderna men att vara skoningslös mot de utländska hjälptrupperna. Caesar hävdar att 15 000 fiendesoldater skall ha stupat och 24 000 tagits tillfånga, tillsammans med nio legioners örnar. Domitius Ahenobarbus skall ha stupat och Brutus tillfångatagits. Endast 200 meniga och 30 centurioner skall ha stupat på Caesars sida enligt han själv.
Pompejus hade misslyckats utnyttja sitt numerära överläge och sina till antalet överlägsna kavalleristyrkor. Så fort han insåg att hans kavalleriattack misslyckats flydde han.

## Efterspel

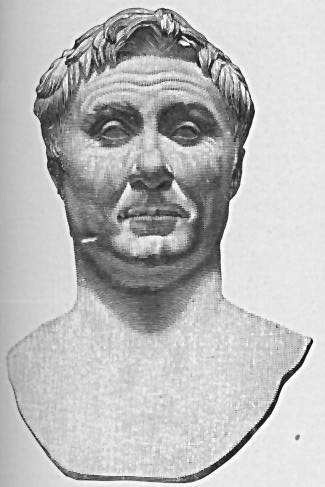
Pompejus den store

Pompejus gjorde inga försök att samla de styrkor som lyckats fly slagfältet vid Farsalos, utan flydde till Egypten där han vid sin ankomst 29 september 48 f.Kr. blev mördad på order av Ptolemaios XIII.
Pompejus död betydde dock ej att inbördeskriget var till ända. Metellus Scipio, Cato den yngre och andra motståndare till Caesar, bland annat Pompejus den yngre och dennes yngre bror Sextus, flydde till provinsen Africa där de förberedde sitt motstånd. De blev besegrade under slaget vid Thapsus 46 f.Kr. Metellus Scipio och Cato tog sina liv efter förlusten. De sista pompejanerna blev till slut besegrade i Hispania under slaget vid Munda 45 f.Kr.